# Clasiopella austra
Clasiopella austra är en tvåvingeart som beskrevs av Wayne N. Mathis 1994. Clasiopella austra ingår i släktet Clasiopella och familjen vattenflugor. Inga underarter finns listade i Catalogue of Life.